# Redemption Song
«Redemption Song» es una canción del álbum Uprising, el último lanzado por Bob Marley & the Wailers antes de la muerte de Marley. Para cuando compuso el tema, en 1979, a Marley ya se le había diagnosticado cáncer y, según las propias palabras de su esposa Rita Marley, se encontraba en un profundo estado de depresión y tristeza.

## Estilo y letras
A diferencia de la mayor parte de los temas de Bob Marley, "Redemption Song" es una grabación acústica en solitario con estilo folclórico donde Bob toca la guitarra y canta sin ningún acompañamiento instrumental extra. En el mismo disco Uprising, se puede encontrar esta canción instrumentalizada tocada por The Wailers y cantada por Bob.
Al igual que muchos de los temas del cantautor, "Redemption Song" expresa ideales del movimiento rastafari y promueve la liberación de la gente de sus propias imposiciones mentales.
En 2004, la revista Rolling Stone la ubicó #66 en su lista de las 500 mejores canciones de todos los tiempos.
Bob Marley era uno de los mejores cantautores de reggae del mundo.

## Versiones
El tema ha sido versionado por muchos músicos, entre los cuales destacan Joe Strummer, Johnny Cash (a dúo y en solitario cada uno), Jefferson Starship, U2, Stevie Wonder, Sublime (en vivo), Chris Cornell, Pearl Jam, Outlandish, Lauryn Hill, Sinéad O'Connor, Dave Matthews Band, Gondwana, Cassandra Wilson, Rihanna, No Use for a Name, Fermín Muguruza, Attaque 77, Sumo, Enrique Bunbury (en el proyecto Los Chulis), Maniática, José Riaza,  Amparanoia, Annie Lennox, El Congo, La Secreta, Eulo García, Ziggy Marley Berri Txarrak, Cultura Profética,  Brunings, Mo Anton y el Movimiento Playing for Change.